# Weert
Weert (en limburgués: Wieërt) es un municipio y una ciudad de la Provincia de Limburgo al sureste de los Países Bajos.